# Sterup
Sterup er en landsby og kommune beliggende ved Lipping Å cirka 22 km sydøst for Flensborg og tæt ved forbundsvej 199 i det østlige Angel i Sydslesvig. Administrativt hører kommunen under Slesvig-Flensborg kreds i den nordtyske delstat Slesvig-Holsten.
Kommunen samarbejder på administrativt plan med andre kommuner i omegnen Gelting Bugt kommunefælleskab (Amt Geltinger Bucht). Sterup er sogneby i Sterup Sogn. Skadelund hører dog til Eskeris Sogn. Begge sogn lå i den danske tid indtil 1864 i Ny Herred (Flensborg Amt).

## Geografi
Kommunen omfatter i dag bebyggelserne Barredam (Barredamm), Berristoft eller Berritstoft (tysk Birristoft), Boltoft, Borrevej (Borreweg), Bremholm, Brunsbøl (Brunsbüll) med Brunsbøllund, Dysbjerg eller Dyssebjerg (Duisberg), Kalvevad (Kallewatt), Hjorddam eller Jordam (Jordan), Hoheluft, Lasholt (Laßholz), Ragebøl (Rackbüll), Skadelund eller Skardelund (Schadelund), Snabe eller Snave (Schnabe), Solbjerg (Solberg), SAterupbæk (Sterupbek), Sterupgaard, Tingskov (Dingholz), Østerholm (Osterholm) og landsbyen Grønholt (Grünholz) med Grønholthusum (Grünholz-Husum), hvilket voksede op omkring den 1749 byggede herregård Grønholt. Sterupbæk og Sterupgaard omtaltes i angeldansk folkesprog som æ bæk og æ gård, engstrækningen Sterupmade som æ maj.
Landskabet omkring Sterup domineres af store markfelter og flere små skovpartier. En stor del af arealet udnyttes af landbruget.

## Historie
Sterup er første gang nævnt 1352. Stednavnet kan være afledt af glda. stæthi og oldn. steði (ambolt) i beytdning smedeby eller i overført betydning for et højtliggende terræn, delvis omgivet af den store engstrækning (Sterupmade, Sterupmaj), hvorpå byen ligger, af glda. stæth (bred, åbred) med hensyn til landsbyens beliggenhed ved Lipping Å eller af oldn. stedda (hoppe) i betydning hesteby.
Bremholm er første gang nævnt 1542. Navnet forekommer flere steder både som mark- og bebyggelsesnavn. Navnet kan være afledt af breme eller bremebær som ældre udtryk for brombær-arter (rubus) eller i bredere forstand tornet vækst. Navnet kan også være afledt af bræmme (rand, kant) som terrænbetegnelse. Skadelund er første gang nævnt 1488. Stednavnet er afledt af fuglenavnet skade. Brunsbøl er første gang nævnt 1397. Navnet er afledt af personnavnet Brun. Hoheluft eller Højeluft er et nyt opkaldelsesnavn, betegnede en højtliggende agerjord ved Solbjerg. Østerholm er første gang nævnt 1487 og ligger tæt ved Vesterholm i Kværn Sogn (Stenbjergkirke Kommune).
I 1854 bestod byen af ni store gårde, fem kådnersted, præstegården, skolen og smeden. Sterups romanske landsbykirke fra omkring 1230 er viet til Sankt Laurentius.
Sterup Kommune blev dannet i 1871. I 1974 blev den hidtil selvstændige kommune Grønholt indlemmet.

## Våben
Bølgen i kommunevåben symboliserer Lepping Åen (Lippingau), som passerer byen og munder ved Udmarkhav (Ohrfeldhaff) i Østersøen. Skeen står for den såkaldte allemandsske, som henviser til byens gilde (allemænds-riddere). Allemænd henviser til byens fælled (tysk allmende eller nordisk allmenning). Hver år afholdes også den såkaldte Allmannsfest.